# Goulia
Goulia è una città, sottoprefettura e comune della Costa d'Avorio, situata nel dipartimento di Kaniasso. Conta una popolazione di 18 590 abitanti (censimento 2014).